# Lybius
A Lybius a madarak (Aves) osztályának a harkályalakúak (Piciformes) rendjébe, ezen belül a Lybiidae családjába tartozó nem. Családjának a típusneme.

## Rendszertani besorolásuk
Ez a madárnem az összes családbeli rokonával együtt, korábban a tukánfélék (Ramphastidae) családjába volt besorolva; később pedig a bajuszosmadárfélék (Capitonidae) közé helyezték; azonban manapság ezek a madárnemek megkapták a saját afrikai elterjedésű madárcsaládjukat.

## Tudnivalók
A különböző Lybius-fajok a Szubszaharai Afrika egész területén előfordulnak. Ezek a madarak általában 20-25 centiméter hosszúak; nagy fejjel és tömzsi csőrrel; a csőr tövén szőrszálszerű tollak vannak. A testalkat szempontjából nagyon változatos ez a madárnem, azonban többségükre jellemző a vöröses fej és a szem körüli foltozás. Általában magányos madarak. Főleg gyümölcsökkel táplálkoznak, de étrendjüket rovarokkal és kisebb gerincesekkel, mint például gyíkokkal egészítik ki.

## Rendszerezés
A nembe az alábbi 12 faj tartozik:
- fogas bajszika (Lybius bidentatus) (Shaw, 1798)
- fügebajszika (Lybius chaplini) Clarke, 1920
- szakállas bajszika (Lybius dubius) Gmelin, 1788
- Lybius guifsobalito Hermann, 1783 - típusfaj
- Lybius leucocephalus (De Filippi, 1853)
- Lybius melanopterus (Peters, 1854)
- rózsáshasú bajszika (Lybius minor) (Cuvier, 1816)
- Lybius rolleti (De Filippi, 1853)
- Lybius rubrifacies (Reichenow, 1892)
- Lybius torquatus (Dumont, 1816)
- Lybius undatus (Rüppell, 1837)
- szaheli bajszika (Lybius vieilloti) (Leach, 1815)

### Fordítás
- Ez a szócikk részben vagy egészben  a   Lybius című angol Wikipédia-szócikk ezen változatának fordításán alapul.  Az eredeti cikk szerkesztőit annak laptörténete sorolja fel. Ez a jelzés csupán a megfogalmazás eredetét és a szerzői jogokat jelzi, nem szolgál a cikkben szereplő információk forrásmegjelöléseként.